# Djuwayriya bint al-Harith
Djuwayriya bint al-Harith (arabiska:جويرية بنت الحارث), född 608, död 676, var en av den muslimska profeten Muhammads hustrur. Som sådan tillskrivs hon ofta titeln "Umm-ul-Mu'mineen" ("de troendes moder").
Hon var dotter till Al-Hārith ibn Abi Dirar, hövding av arabstammen Banu Mustaliq. 
Muhammed gifte sig med henne 627. Paret fick inga barn. 
Muhammed gifte sig med henne efter ett krig mot hennes icke-muslimska stam. Muslimerna besegrade hennes stam och dödade hennes make, varefter hon blev krigsbyte och slav hos Thabit ibn Qays. Hon skrev till Muhammed och bad att få bli friköpt. Han köpte henne då fri på villkor att hon accepterade att gifta sig med honom. 
Hon överlevde Muhammeds död 632. Som änka efter Muhammed var hon förbjuden att gifta om sig, men fick en pension av Rashidunkalifatet.